# Гент
Гент, Хент или Ган (хол. Gent, фр. Gand) је општина у Белгији у региону Фландрија у покрајини Источна Фландрија. Град је лучки, железнички и универзитетски центар. Према процени из 2019. у општини је живело 262.219 становника. На Универзитету у Генту студира 24.000 студената.

## Географија
Гент лежи северозападно од Брисела на ушћу реке Лаје у Шелду и трећи је по величини град Белгије. Град има луку која је каналима повезана са морем. Најважније средство јавног транспорта у граду је трамвај.

## Становништво
Према процени, у општини је 1. јануара 2015. живело 253.266 становника.
| 1984.  | 2000.  | 2010.  | 2015.  |
| ------ | ------ | ------ | ------ |
| 235401 | 224180 | 123465 | 253266 |

## Атракције
Велики део средњовековне архитектуре је изненађујуће добро очуван. У граду се одржавају манифестације културе, као Гентски летњи фестивал, Гентски филмски фестивал, I Love Techno и Фестивал Фландрије.
Град Гент је родно место цара Карла V. 
- Гравенстен (Gravensteen) - једна од најзначајнијих романичких тврђава у Белгији
- Црква Светог Николе - у готичком стилу
- Катедрала Светог Бава - грађена од 1300. до 1538. У катедрали се налази дело Хуберта и Јан ван Ајка Гентски олтар
- Градска већница - 15-17. век

### Слике
- Средњовековне куће у Генту
- Тврђава Гравенстен
- Торањ катедрале св. Бава
- Гентски олтар, ремек дело браће Ван Ајк
- Гентски фестивал 2015.

## Партнерски градови
- Нотингем
- Меле
- Брашов
- Каназава
- Талин
- Сен Рафаел
- Mohammedia
- Висбаден
- Гдањск